# Grande Prêmio do Japão de 2004
Resultados do Grande Prêmio do Japão de Fórmula 1 (formalmente XXX Fuji Television Japanese Grand Prix) realizado em Suzuka em 10 de outubro de 2004. Décima sétima e última etapa da temporada, foi vencido pelo alemão Michael Schumacher, da Ferrari, com Ralf Schumacher, da Williams-BMW, em segundo e Jenson Button, da BAR-Honda, em terceiro.

## Classificação

### Treinos oficiais
| Pos.   | Nº | Piloto               | Equipe           | Tempo     | Dif.      |
| ------ | -- | -------------------- | ---------------- | --------- | --------- |
| 1      | 1  | Michael Schumacher   | Ferrari          | 1:33.542  | —         |
| 2      | 4  | Ralf Schumacher      | Williams-BMW     | 1:34.032  | + 0.490   |
| 3      | 14 | Mark Webber          | Jaguar-Cosworth  | 1:34.571  | + 1.029   |
| 4      | 10 | Takuma Sato          | BAR-Honda        | 1:34.897  | + 1.355   |
| 5      | 9  | Jenson Button        | BAR-Honda        | 1:35.157  | + 1.615   |
| 6      | 16 | Jarno Trulli         | Toyota           | 1:35.213  | + 1.671   |
| 7      | 11 | Giancarlo Fisichella | Sauber-Petronas  | 1:36.136  | + 2.594   |
| 8      | 5  | David Coulthard      | McLaren-Mercedes | 1:36.156  | + 2.614   |
| 9      | 7  | Jacques Villeneuve   | Renault          | 1:36.274  | + 2.732   |
| 10     | 17 | Olivier Panis        | Toyota           | 1:36.420  | + 2.878   |
| 11     | 8  | Fernando Alonso      | Renault          | 1:36.663  | + 3.458   |
| 12     | 6  | Kimi Räikkönen       | McLaren-Mercedes | 1:36.820  | + 3.278   |
| 13     | 3  | Juan Pablo Montoya   | Williams-BMW     | 1:37.653  | + 4.111   |
| 14     | 15 | Christian Klien      | Jaguar-Cosworth  | 1:38.258  | + 4.716   |
| 15     | 2  | Rubens Barrichello   | Ferrari          | 1:38.637  | + 5.095   |
| 16     | 18 | Nick Heidfeld        | Jordan-Ford      | 1:41.953  | + 8.411   |
| 17     | 19 | Timo Glock           | Jordan-Ford      | 1:43.533  | + 9.991   |
| 18     | 20 | Gianmaria Bruni      | Minardi-Cosworth | 1:48.069  | + 14.527  |
| 19     | 21 | Zsolt Baumgartner    | Minardi-Cosworth | sem tempo | sem tempo |
| 20     | 12 | Felipe Massa         | Sauber-Petronas  | sem tempo | sem tempo |
| Fonte: |    |                      |                  |           |           |

- O treino oficial foi realizado no domingo de manhã devido às condições meteorológicas no sábado.

### Corrida
| Pos.   | Nº | Piloto               | Construtor       | Voltas | Tempo/Diferença  | Grid | Pontos |
| ------ | -- | -------------------- | ---------------- | ------ | ---------------- | ---- | ------ |
| 1      | 1  | Michael Schumacher   | Ferrari          | 53     | 1:24:26.985      | 1    | 10     |
| 2      | 4  | Ralf Schumacher      | Williams-BMW     | 53     | + 14.098         | 2    | 8      |
| 3      | 9  | Jenson Button        | BAR-Honda        | 53     | + 19.662         | 5    | 6      |
| 4      | 10 | Takuma Sato          | BAR-Honda        | 53     | + 31.781         | 4    | 5      |
| 5      | 8  | Fernando Alonso      | Renault          | 53     | + 37.767         | 11   | 4      |
| 6      | 6  | Kimi Räikkönen       | McLaren-Mercedes | 53     | + 39.362         | 12   | 3      |
| 7      | 3  | Juan Pablo Montoya   | Williams-BMW     | 53     | + 55.347         | 13   | 2      |
| 8      | 11 | Giancarlo Fisichella | Sauber-Petronas  | 53     | + 56.276         | 7    | 1      |
| 9      | 12 | Felipe Massa         | Sauber-Petronas  | 53     | + 1:29.656       | 19   |        |
| 10     | 7  | Jacques Villeneuve   | Renault          | 52     | + 1 volta        | 9    |        |
| 11     | 16 | Jarno Trulli         | Toyota           | 52     | + 1 volta        | 6    |        |
| 12     | 15 | Christian Klien      | Jaguar-Cosworth  | 52     | + 1 volta        | 14   |        |
| 13     | 18 | Nick Heidfeld        | Jordan-Ford      | 52     | + 1 volta        | 16   |        |
| 14     | 17 | Olivier Panis        | Toyota           | 51     | + 2 voltas       | 10   |        |
| 15     | 19 | Timo Glock           | Jordan-Ford      | 51     | + 2 voltas       | 17   |        |
| 16     | 20 | Gianmaria Bruni      | Minardi-Cosworth | 50     | + 3 voltas       | 18   |        |
| Ret    | 21 | Zsolt Baumgartner    | Minardi-Cosworth | 41     | Rodou            | 20   |        |
| Ret    | 5  | David Coulthard      | McLaren-Mercedes | 38     | Batida           | 8    |        |
| Ret    | 2  | Rubens Barrichello   | Ferrari          | 38     | Batida           | 15   |        |
| Ret    | 14 | Mark Webber          | Jaguar-Cosworth  | 20     | Superaquecimento | 3    |        |
| Fonte: |    |                      |                  |        |                  |      |        |

## Tabela do campeonato após a corrida
| Pos.   | Piloto             | Pontos |
| ------ | ------------------ | ------ |
| 1      | Michael Schumacher | 146    |
| 2      | Rubens Barrichello | 108    |
| 3      | Jenson Button      | 85     |
| 4      | Fernando Alonso    | 54     |
| 5      | Juan Pablo Montoya | 48     |
| Fonte: |                    |        |

| Pos.   | Equipe           | Pontos |
| ------ | ---------------- | ------ |
| 1      | Ferrari          | 254    |
| 2      | BAR-Honda        | 116    |
| 3      | Renault          | 100    |
| 4      | Williams-BMW     | 74     |
| 5      | McLaren-Mercedes | 61     |
| Fonte: |                  |        |

- Nota: Somente as primeiras cinco posições estão listadas e os campeões da temporada surgem grafados em negrito.